# Gérard Biguet
Gérard Biguet (Jarny, 16 juni 1946) is een voormalig voetbalscheidsrechter uit Frankrijk die als FIFA-arbiter internationaal actief was van 1982 tot 1992. Hij leidde één duel bij het EK voetbal 1992 in Zweden, en floot de finale van het olympisch voetbaltoernooi bij de Olympische Zomerspelen 1988 in Seoul, Zuid-Korea.

## Interlands
| Datum      | Wedstrijd                  | Uitslag | Competitie        | Kreeg geel | Kreeg voor de tweede keer geel en dus rood | Weggestuurd |
| ---------- | -------------------------- | ------- | ----------------- | ---------- | ------------------------------------------ | ----------- |
| 10-11-1982 | Luxemburg – Denemarken     | 1 – 2   | EK-kwalificatie   | 2          | 0                                          | 0           |
| 13-04-1983 | Zwitserland – Sovjet-Unie  | 0 – 1   | Vriendschappelijk | ?          | ?                                          | ?           |
| 21-09-1983 | IJsland – Ierland          | 0 – 3   | EK-kwalificatie   | 2          | 0                                          | 0           |
| 02-02-1988 | Frankrijk – Zwitserland    | 2 – 1   | Vriendschappelijk | ?          | ?                                          | ?           |
| 20-09-1988 | Sovjet-Unie – Argentinië   | 2 – 1   | Olympische Spelen | 4          | 0                                          | 0           |
| 25-09-1988 | Zweden – Italië            | 1 – 2   | Olympische Spelen | 5          | 0                                          | 0           |
| 01-10-1988 | Sovjet-Unie – Brazilië     | 2 – 1   | Olympische Spelen | 6          | 0                                          | 2           |
| 19-10-1988 | Engeland – Zweden          | 0 – 0   | WK-kwalificatie   | ?          | ?                                          | ?           |
| 15-02-1989 | Portugal – België          | 1 – 1   | WK-kwalificatie   | ?          | ?                                          | ?           |
| 15-11-1989 | Spanje – Hongarije         | 4 – 0   | WK-kwalificatie   | ?          | ?                                          | ?           |
| 21-02-1990 | Nederland – Italië         | 0 – 0   | Vriendschappelijk | ?          | ?                                          | ?           |
| 14-11-1990 | Oostenrijk – Noord-Ierland | 0 – 0   | EK-kwalificatie   | 3          | 0                                          | 0           |
| 03-03-1991 | Zwitserland – Roemenië     | 0 – 0   | EK-kwalificatie   | ?          | ?                                          | ?           |
| 30-10-1991 | Hongarije – Noorwegen      | 0 – 0   | EK-kwalificatie   | ?          | ?                                          | ?           |
| 12-06-1992 | GOS – Duitsland            | 1 – 1   | EK-eindronde      | 3          | 0                                          | 0           |